# Iohan Schmidt
Iohan Schmidt (ur. 17 stycznia 1910) – rumuński gimnastyk. Uczestnik Igrzysk Olimpijskich w 1936 w Berlinie. Na igrzyskach olimpijskich zajął 107. miejsce w wieloboju gimnastycznym.